# Basitropis mucida
Basitropis mucida là một loài bọ cánh cứng thuộc chi Basitropis, trong họ Anthribidae. Loài này được Wolfrum mô tả khoa học lần đầu tiên năm 1953.